# Roccagiovine
Roccagiovine (en dialecte romanesco: Rocca) és un comune (municipi) de la ciutat metropolitana de Roma, a la regió italiana del Laci, situat uns 35 km al nord-est de Roma. L'1 de gener de 2018 tenia 260 habitants.
Roccagiovine es troba a 520 metres sobre el nivell del mar, dins del Parc natural regional Monti Lucretili.

## Ciutats agermanades
- Dampierre-lès-Conflans, França